# 李泰勳
李泰勳 （朝鲜语：이태훈，1961年1月29日—），韩国职业足球教練，目前是柬埔寨国家足球队總教練。

## 事业
- 从2010年10月至2012年6月，他是柬埔寨国家足球队總教練[1] 。
- 2013年7月他再次出任柬埔寨国家足球队總教練的总教练[2][3]。